# 江西省非机动车登记证
江西省非机动车登记证，及其变体“某某市电动自行车登记证”“江西省‘超标车’临时登记证”，俗称电动车行驶证，是江西省下辖地级市政府公安局交通警察支队根据《江西省非机动车管理办法》发行的一种证件，发行对象为江西省境内非机动车（含电动自行车、超标电动车、残疾人机动轮椅车等）。

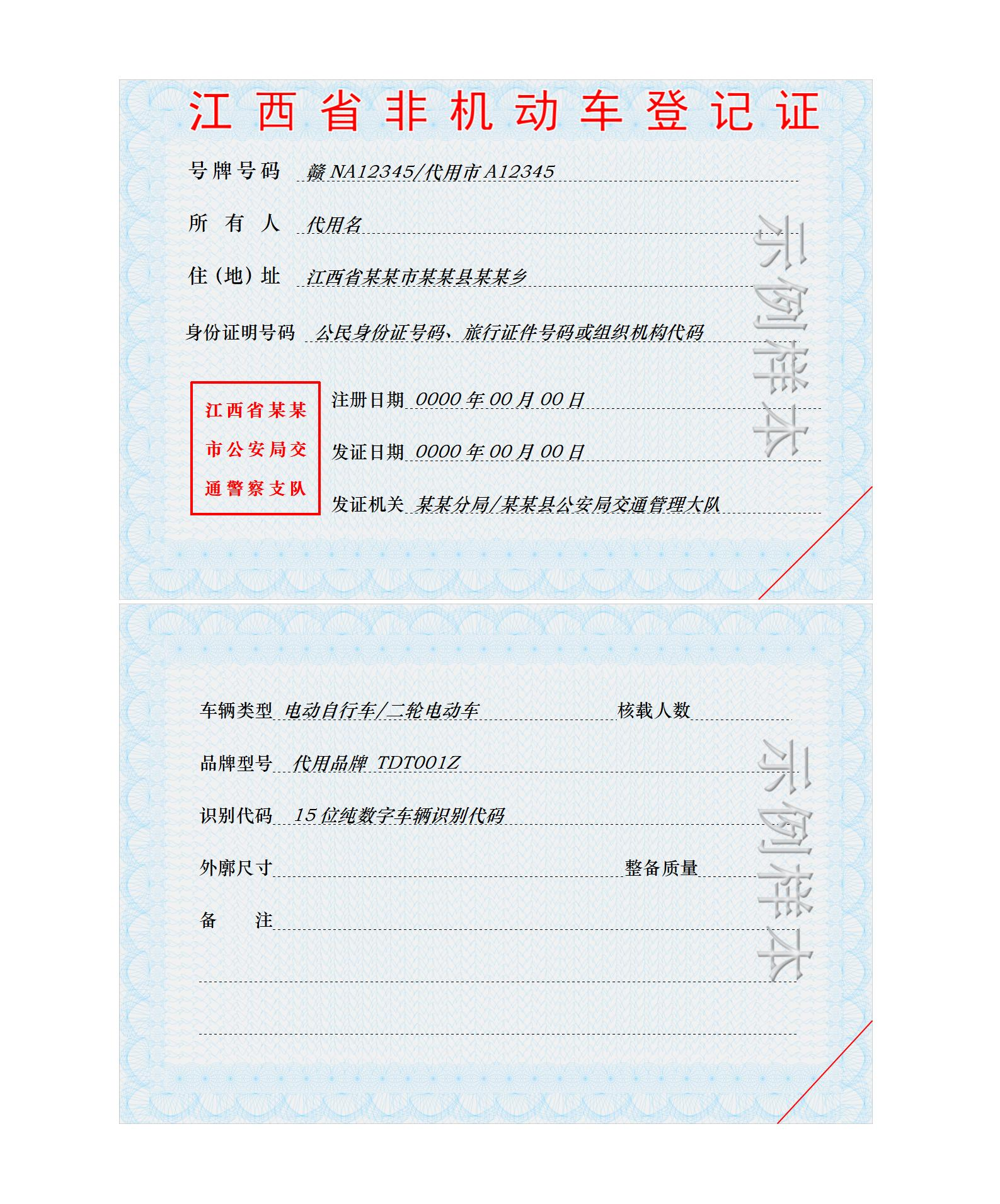
这是一张关于江西省非机动车登记证的示例图片

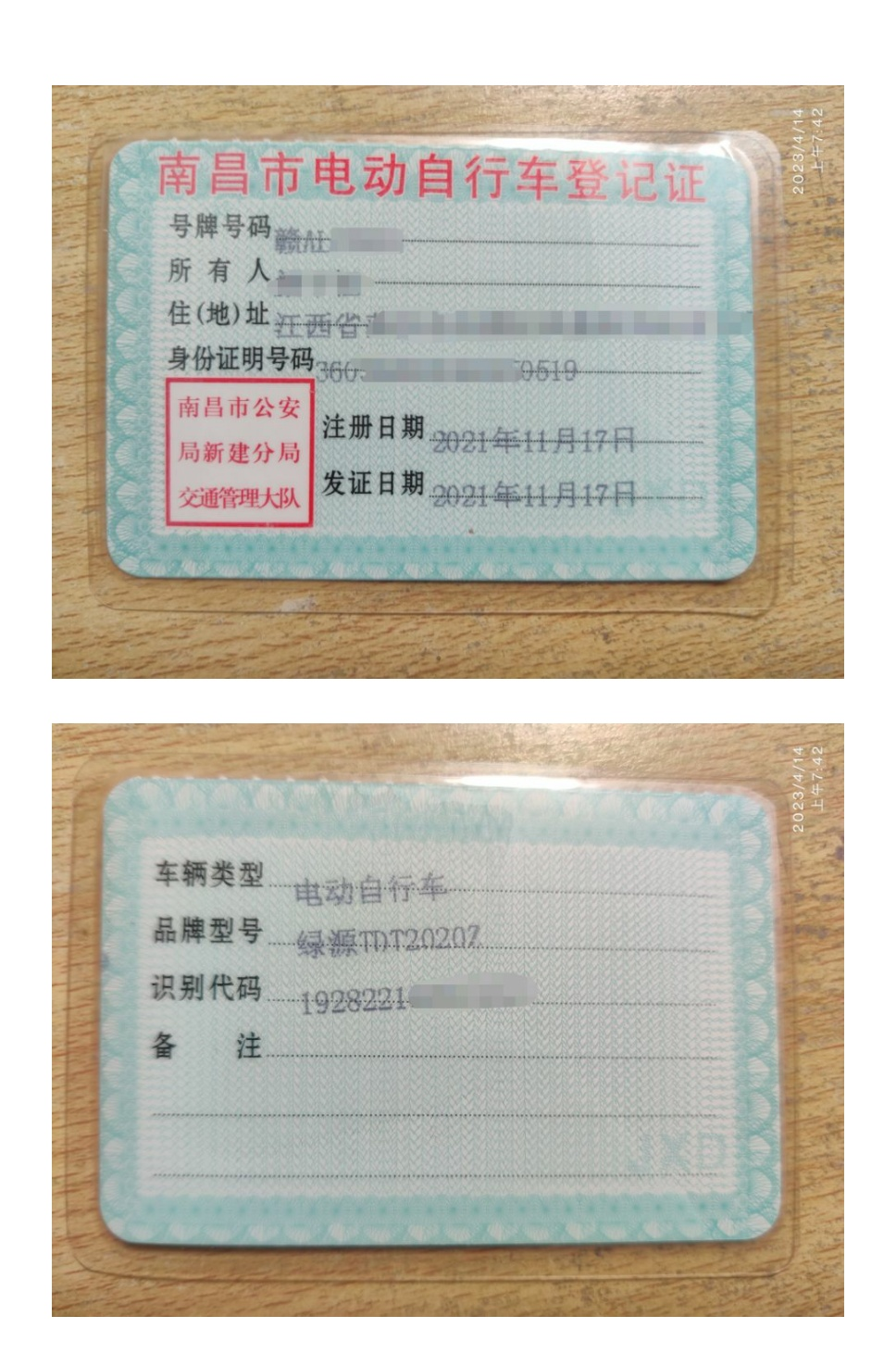
这是一张由南昌市公安局新建分局交通管理大队发出的南昌市电动自行车登记证

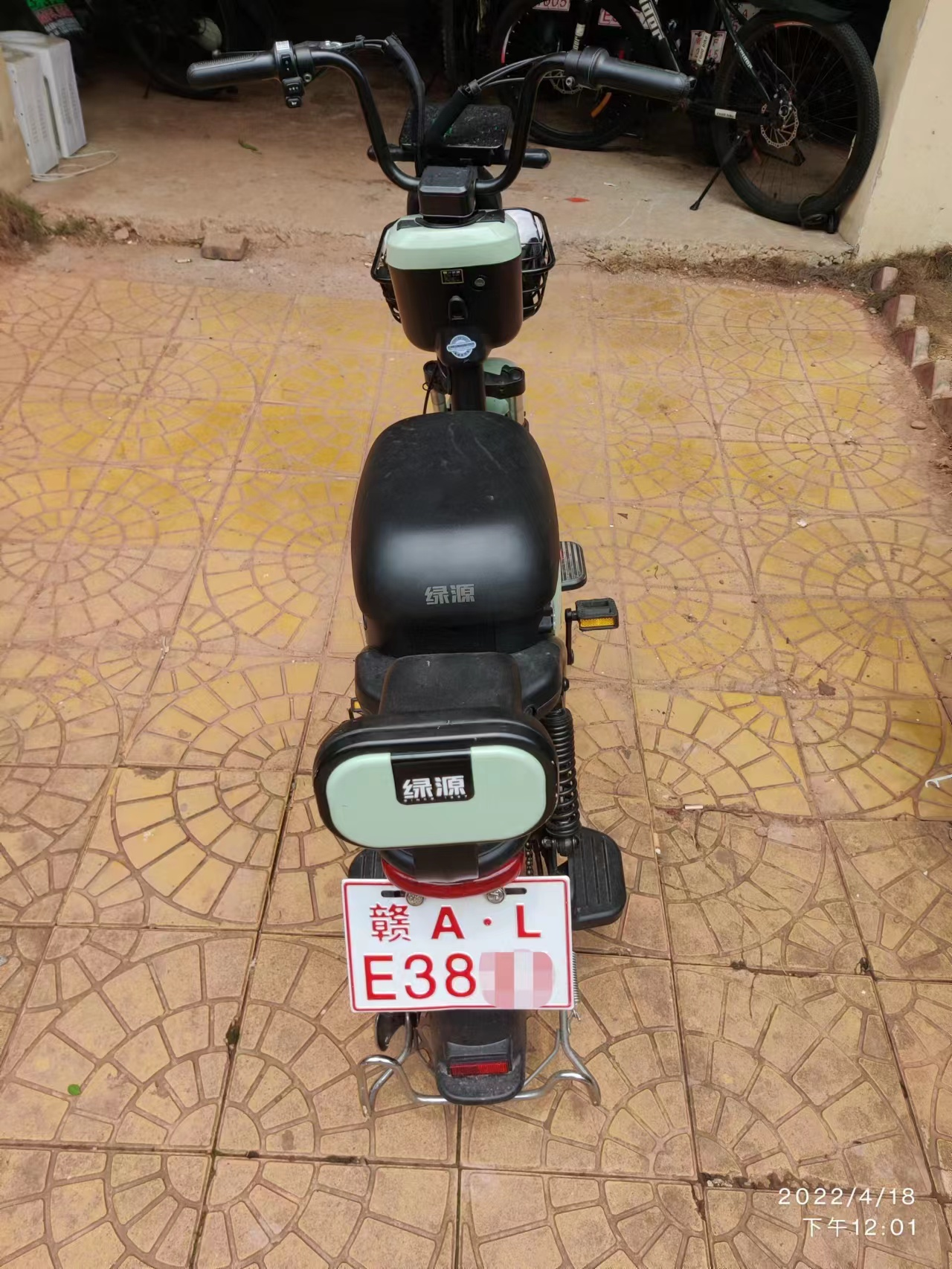
赣ALE38某某，一辆悬挂江西省统一样式非机动车牌照的电动自行车

## 前身
在江西省正式颁布《江西省非机动车管理办法》之前，南昌市曾于2008年至2011年间对于超标电动车（即不符合GB17761-1999要求的电驱动二轮车辆）及超标助力车（即未在工信部申报目录的燃油驱动二轮车辆）发行过“临时通行标志”，并逐步限定该两类车辆在南昌市内的通行范围，并鼓励民众提前报废相关车辆。其中，“临时通行标志”的样式受到了之后江西省内其他地市“超标车”“临时通行标志”的借鉴。

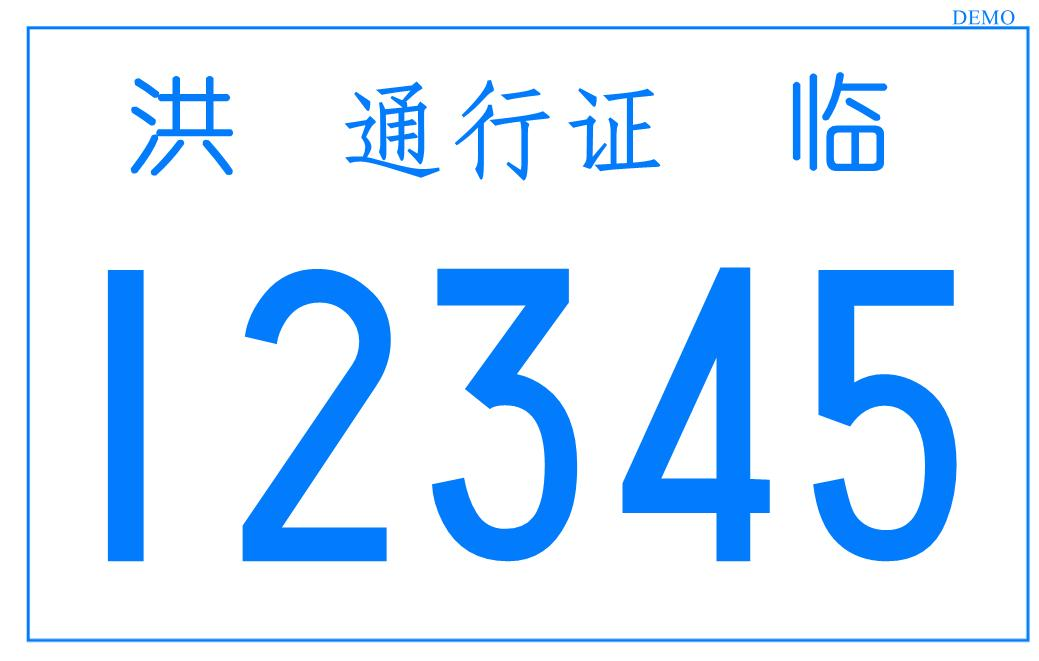
这是2008年至2011年间南昌市对于超标燃油助力车及超标电动车发行的“临时通行标志”

## 正式实施及推广
《江西省非机动车管理办法》颁布后，各地市开始对于属地电动车辆进行编号上牌；但由于GB17761-2018（俗称电动自行车新国标）颁布前，电动车生产属于行政审批事项，厂家一经获批即可生产，故难以执行，出现普遍超标的现象——在这段时间内，各地市颁布的非机动车登记证以黄底的“江西省‘超标车’临时登记证”为主，与之联系的号牌为超标电动车临时通行标志，与前文所述中的“洪临通行证”样式类似。2019年GB17761-2018（“新国标”）落地后，各地市开始颁布“江西省非机动车临时登记证”及白底红字的全省统一样式的电动自行车号牌。此外，对于进入工信部目录的电动轻便摩托车及电动摩托车，各地管理政策各不相同，较为规范的做法为登记为机动车辆、发放机动车登记证、行驶证及机动车号牌。